# Pásztor Gábor (atléta)
| Pásztor Gábor    | Pásztor Gábor                            |
| Személyes adat   | Személyes adat                           |
| ---------------- | ---------------------------------------- |
| Született        | 1982. november 25 Budapest, Magyarország |
| Állampolgárság   | Magyar                                   |
| Magasság         | 194 cm (6 ft 4in)                        |
| Súly             | 88 kg (194 lb)                           |
| Karrier          |                                          |
| Sport            | Atlétika (atlétika)                      |
| Versenyszám      | 200m, 4x100m, 4x400m                     |
| Egyéni csúcsok   |                                          |
| 200m             | 20,60 mp                                 |
| 4x100m           | 39,89 mp                                 |
| Egyetem/főiskola |                                          |
| 2002 – 2006      | Semmelweiss Egyetem                      |
| Klubok           |                                          |
| 2006-2011        | Ferencvarosi TC                          |
| 2011-2013        | Központi Sportiskola                     |
| 2014 -           | Ferencvarosi TC                          |

Pásztor Gábor (született 1982. november 25.) rövidtávfutó magyar atléta.   
Pásztor számos nemzetközi versenyen képviselte Magyarországot: 
- 2008. évi Európa Kupa (atlétika) First League, Isztambul (Törökország) 4x100 m, 200   m [1]
- 2009-es csapatbajnokság First League, Bergen (norvég) 4x100 m, 200 m
- 2009 Nyári Universiade, Belgrád (Szerbia) 200 m
- 2010-es csapatbajnokság First League, Budapest (Magyarország) 200   m [2]
- 2010. évi atlétikai Európa-bajnokság – férfi 4 x 400 méteres váltó Barcelona (Spanyolország) 4x400 m
- 2011-es csapatbajnokság Első Liga, Izmir (Törökország) 4x100 m, 200 m
- 2014-es csapatbajnokság Első Liga, Tallinn (Észtország) 200 m, 4x400 m
- 2015-ös csapatbajnokság második liga, Stara Zagora (Bulgária) 400 m, 4x400 m
- 2016. évi atlétikai Európa-bajnokság, Amszterdam 2016, (Hollandia) 200 m

## Nemzeti eredmények
- 2006. évi magyar atlétikai bajnokság, férfi 200   m – Ezüst
- 2007-es atlétikai magyar bajnokság, férfi 4x100 m – arany
- 2008-as atlétikai magyar bajnokság, férfi 200   m – arany
- 2009-es atlétikai magyar bajnokság, férfi 4x100 m – arany
- 2009-es atlétikai magyar bajnokság, férfi 200   m – Ezüst
- 2010. évi atlétikai magyar bajnokság, férfi 200   m – arany
- 2011-es atlétikai magyar bajnokság férfi 200   m – Ezüst

Forrás:          